# Lukáš Krajíček
Lukáš Krajíček, född 11 mars 1983 i Prostějov, Tjeckoslovakien, är en tjeckisk professionell ishockeyspelare som spelar för vitryska HK Dinamo Minsk i ryska KHL. Han draftades som 24:e spelare totalt i NHL-draften 2001 av Florida Panthers.
Krajíček spelade kanadensisk juniorishockey för Peterborough Petes i OHL där han under sitt draftår noterades för 35 poäng. Säsongen 2004–05 gjorde han sammanlagt 57 poäng, ett facit som gjorde att Florida skulle belöna honom med ett NHL-kontrakt. I juni 2006 ingick Krajicek i en bytesaffär som gjorde att han hamnade i Vancouver Canucks, av vilka han senare skulle bytas bort till Tampa Bay Lightning två år senare. 30 januari 2010 skrev han på ett kontrakt för Philadelphia Flyers.
Krajíčeks främsta säsong i NHL rent poängmässigt är från 2008–09 då han noterades för 2 mål och 19 poäng på 71 spelade matcher.
Krajíček har även representerat det tjeckiska ishockeylandslaget vid ett antal tillfällen. Bland hans främsta meriter i internationella idrottssammanhang kan VM 2006 nämnas då Tjeckien tog silver efter finalförlust mot Sverige.

## Klubbar
- Peterborough Petes
- Florida Panthers
- San Antonio Rampage
- Vancouver Canucks
- Tampa Bay Lightning
- Norfolk Admirals
- Philadelphia Flyers
- HC Oceláři Třinec
- HK Dinamo Minsk